# Neriene furtiva
Neriene furtiva är en spindelart som först beskrevs av O. Pickard-Cambridge 1871.  Neriene furtiva ingår i släktet Neriene och familjen täckvävarspindlar. Inga underarter finns listade i Catalogue of Life.